# Юр'ївська сільська рада (Добровеличківський район)
| Юр'ївська сільська рада — колишній орган місцевого самоврядування у Добровеличківському районі Кіровоградської області з адміністративним центром у с. Юр'ївка. Сільській раді підпорядковані населені пункти: - с. Юр'ївка |

## Склад ради
Рада складається з 12 депутатів та голови.

### Керівний склад ради
| ПІБ                          | Основні відомості                                                                       | Дата обрання | Дата звільнення |
| ---------------------------- | --------------------------------------------------------------------------------------- | ------------ | --------------- |
| Задорожна Оксана Іванівна    | Сільський голова, 1969 року народження, освіта, позапартійна                            | 26.03.2006   | 01.05.2007      |
| Тищенко Тетяна Олександрівна | Сільський голова, 1957 року народження, освіта, позапартійна                            | 19.08.2007   | 31.10.2010      |
| Тищенко Тетяна Олександрівна | Сільський голова, 1957 року народження, освіта середня спеціальна, член Партії регіонів | 31.10.2010   |                 |

Примітка: таблиця складена за даними джерела

## Населення
За переписом населення України 2001 року в сільській раді мешкали 573 особи.

### Мова
Розподіл населення за рідною мовою за даними перепису 2001 року:
| Мова       | Відсоток |
| ---------- | -------- |
| українська | 96,50 %  |
| російська  | 2,10 %   |
| молдовська | 0,88 %   |
| вірменська | 0,53 %   |